# باشگاه‌های فوتبال آلمان در مسابقات اروپایی
باشگاه‌های فوتبال آلمان در رده‌بندی جدید یوفا (اروپا) مقام چهارم را در اختیار داشته و با چهار نماینده در لیگ قهرمانان اروپا، دو نماینده در لیگ اروپا و یک نماینده در لیگ کنفرانس اروپا حضور دارند. طی چند سال اخیر فوتبال آلمان رشد زیادی کرده است؛ حضور دو باشگاه آلمانی در فینال لیگ قهرمانان ۱۳–۲۰۱۲ این موضوع را به خوبی نشان می‌دهد. امروزه فوتبال آلمان در تمام اروپا مورد توجه قرار گرفته است زیرا اکثر باشگاه‌ها از نظر مالی صحیح و اصولی عمل می‌کنند و تعداد تماشاگران در استادیوم‌ها رو به افزایش است.
در اولین سال‌های رقابت‌های اروپایی، آلمان به دو کشور آلمان غربی و شرقی تقسیم شده بود، بنابراین در ابتدا فوتبال آلمان با دو کشور و دو لیگ مختلف، بوندسلیگا و اوبرلیگا در اروپا حاضر می‌شد. پس از اتحاد مجدد آلمان در اکتبر ۱۹۹۰، بوندسلیگا به لیگ اصلی تبدیل شد. باشگاه‌های فوتبال آلمان غربی از فصل ۵۶–۱۹۵۵ وارد رقابت‌های فوتبال اروپا شدند و باشگاه روت وایس اسن در مسابقات جام اروپا شرکت کرد. در آن سو باشگاه‌های فوتبال آلمان شرقی دو سال بعد و از فصل ۵۸–۱۹۵۷ وارد این رقابت‌ها شدند، جایی که ارتسگبیرگ آئو در مسابقات جام اروپا حضور یافت.
باشگاه‌های آلمانی تاکنون در میان معتبرترین رقابت‌های اروپایی و بین‌المللی، هشت بار قهرمان لیگ قهرمانان اروپا/جام باشگاه‌های اروپا (بایرن مونیخ، دورتموند و هامبورگ)، هفت بار قهرمان لیگ اروپا/جام یوفا (آینتراخت فرانکفورت، مونشن گلادباخ، بایرن مونیخ، بایر لورکوزن و شالکه)، پنج بار قهرمان جام برندگان جام اروپا (بایرن مونیخ، وردر برمن، دورتموند، هامبورگ و ماگدبورگ)، دو بار قهرمان جام باشگاه‌های جهان (بایرن مونیخ)، سه بار قهرمان جام بین قاره‌ای (بایرن مونیخ و دورتموند)، دو بار قهرمان سوپرجام اروپا (بایرن مونیخ) و ۱۰ بار قهرمان جام یوفا اینترتوتو (اشتوتگارت، شالکه، هامبورگ، وردر برمن، کارلسروهه، آینتراخت فرانکفورت و لوکوموتیو لایپزیگ) شده‌اند.

## باشگاه‌های آلمان با بیشترین افتخارات اروپایی
مسابقات اروپایی

DFB یا فدراسیون فوتبال آلمان، با لوگوی جدید که امروزه فعال است.

DFV یا فدراسیون فوتبال آلمان شرقی، که در سال ۱۹۹۱ با DFB ادغام شد.

- لیگ قهرمانان اروپا: جام باشگاه‌های اروپا (۱۹۹۲–۱۹۵۵) و لیگ قهرمانان اروپا (امروز-۱۹۹۲)
- لیگ اروپا: جام یوفا (۲۰۰۹–۱۹۷۱) و لیگ اروپا (امروز-۲۰۰۹)
- جام برندگان جام: جام برندگان جام اروپا (۱۹۹۹–۱۹۶۰)
- سوپرجام اروپا: سوپرجام اروپا (امروز-۱۹۷۳)
- اینترتوتو: جام اینترتوتو (۲۰۰۸–۱۹۶۱)

مسابقات بین‌المللی
- جام بین قاره ای: جام بین قاره‌ای (۲۰۰۴–۱۹۶۰)
- جام باشگاه‌های جهان: جام باشگاه‌های جهان (امروز-۲۰۰۰)

رتبه‌بندی
- مجموع جام‌های رسمی در بخش مجموع جام‌ها نمایش داده شده است.
- رکورد بیشترین جام در هر رقابت برجسته نشان داده شده است.
- توضیحات جام‌ها، آمار و رکوردها در بخش پانویس ذکر شده است.

### عملکرد باشگاه‌ها
تا تاریخ ۱۸ مه ۲۰۲۲
| باشگاه               | مجموع جام‌ها | جام‌های اروپایی     | جام‌های اروپایی | جام‌های اروپایی  | جام‌های اروپایی | جام‌های اروپایی | جام‌های بین‌المللی | جام‌های بین‌المللی  | آخرین عنوان                |
| باشگاه               | مجموع جام‌ها | لیگ قهرمانان اروپا | لیگ اروپا      | جام برندگان جام | سوپر جام اروپا | جام اینتر توتو | جام بین قاره     | جام باشگاه‌ها جهان | آخرین عنوان                |
| -------------------- | ----------- | ------------------ | -------------- | --------------- | -------------- | -------------- | ---------------- | ----------------- | -------------------------- |
| بایرن مونیخ          | ۱۴          | ۶                  | ۱              | ۱               | ۲              | ۰              | ۲                | ۲                 | ۲۰۲۰ جام باشگاه‌ها جهان     |
| هامبورگ              | ۴           | ۱                  | ۰              | ۱               | ۰              | ۲              | ۰                | ۰                 | ۲۰۰۷ جام اینتر توتو        |
| بروسیا دورتموند      | ۳           | ۱                  | ۰              | ۱               | ۰              | ۰              | ۱                | ۰                 | ۱۹۹۷ جام بین قاره          |
| آینتراخت فرانکفورت   | ۳           | ۰                  | ۲              | ۰               | ۰              | ۱              | ۰                | ۰                 | ۲۰۲۲ لیگ اروپا             |
| شالکه ۰۴             | ۳           | ۰                  | ۱              | ۰               | ۰              | ۲              | ۰                | ۰                 | ۲۰۰۴ جام اینتر توتو        |
| بروسیا مونشن گلادباخ | ۲           | ۰                  | ۲              | ۰               | ۰              | ۰              | ۰                | ۰                 | ۱۹۷۹ جام یوفا              |
| وردر برمن            | ۲           | ۰                  | ۰              | ۱               | ۰              | ۱              | ۰                | ۰                 | ۱۹۹۸ جام اینتر توتو        |
| اشتوتگارت            | ۲           | ۰                  | ۰              | ۰               | ۰              | ۲              | ۰                | ۰                 | ۲۰۰۲ جام اینتر توتو        |
| بایر لورکوزن         | ۱           | ۰                  | ۱              | ۰               | ۰              | ۰              | ۰                | ۰                 | ۱۹۸۸ جام یوفا              |
| ماگدبورگ             | ۱           | ۰                  | ۰              | ۱               | ۰              | ۰              | ۰                | ۰                 | ۱۹۷۴ جام برندگان جام اروپا |
| کارلسروهه            | ۱           | ۰                  | ۰              | ۰               | ۰              | ۱              | ۰                | ۰                 | ۱۹۹۶ جام اینتر توتو        |
| لوکوموتیو لایپزیگ    | ۱           | ۰                  | ۰              | ۰               | ۰              | ۱              | ۰                | ۰                 | ۱۹۶۶ جام اینتر توتو        |
| مجموع جام‌ها          | ۳۷          | ۸                  | ۷              | ۵               | ۲              | ۱۰             | ۳                | ۲                 | ۲۰۲۲ لیگ اروپا             |